# Bateria Tal-Borg
Bateria Tal-Borg (malt. Batterija tal-Borg, ang. Tal-Borg Battery) – bateria artyleryjska koło Tarxien na Malcie, zbudowana przez powstańców maltańskich podczas blokady Francuzów w latach 1798–1800. Była częścią łańcucha baterii, redut i umocnień (entrenchments), okrążającego francuskie pozycje w Marsamxett i Grand Harbour.
Bateria Tal-Borg zbudowana została na północ od Tarxien, w odległości około 700 metrów od Bastionu św. Jana Jałmużnika (ang. St. John Almoner Bastion) w Santa Margherita Lines. Skierowana w stronę Corradino (gdzie powstańcy również zbudowali szereg baterii) oraz Cottonera Lines. Była jedną z większych i lepiej bronionych maltańskich baterii podczas oblężenia.
Bateria składała się z wybrukowanej platformy artyleryjskiej, z dolnym oraz górnym parapetem. Górny parapet, wysoki na siedem warstw cegieł, posiadał pięć strzelnic. Jego zachodnią stronę osłaniał częściowo zburzony budynek gospodarski, służący jako schron dla załogi i obsługi dział. Obok budynku znajdowała się studnia. Z tyłu platformy stał duży budynek koszar lub magazyn, jego dach pokryty został warstwą ziemi. Obok niego zbudowano mały bastion, połączony z dolnym parapetem murem z gruzu. Parapet ten posiadał co najmniej pięć strzelnic. W baterii były też dwie wartownie, nad którymi powiewały brytyjska bandera państwowa (ang. Blue Ensign) oraz flaga Królestwa Sycylii.
Uzbrojenie górnej platformy stanowiło pięć żelaznych dział, dwa 6-calowe moździerze oraz karonada. Na dolnej zaś znajdowały się dwa działa, trzecie stało koło wejścia do baterii.
Pole, na którym zbudowano baterię, należało do Cateriny Busuttil, która otrzymała 142 scudi odszkodowania. Nadzór nad pracami budowlanymi prowadził inżynier Michele Cachia. Załogę baterii stanowiło 230 ludzi.
Od początku roku 1799 bateria oddała ponad 400 strzałów do Cospicui i Senglei, niszcząc tam wiele domów. 15 września tegoż roku zabitych zostało przez francuski ostrzał trzech kanonierów baterii. 23 lutego 1800 działo baterii oddało strzał w poprzek portu, trafiając w prom, który przywiózł pasażerów do Birgu, zabijając wielu z nich. 4 marca tego samego roku francuska kula zburzyła magazyn proch w pobliżu baterii.
Podobnie, jak pozostałe fortyfikacje blokujące Francuzów, tak i Bateria Tal-Borg została rozebrana, możliwe, że po roku 1814. Nie pozostały po niej żadne widoczne ślady, a na jej miejscu znajduje się dziś boisko piłkarskie.